# Лаодика (съпруга на Митридат II от Комагена)
Вижте пояснителната страница за други личности с името Лаодика.
Лаодика (на старогръцки: η Λαοδίκη, Laodice) е гъркиня, чрез женитба царица на Комагена през 1 век пр.н.е.
Тя се омъжва за цар Митридат II Антиох Епифан († 20 пр.н.е.), син на Антиох I Теос. Митридат II управлява Комагена от 36 пр.н.е. до 20 пр.н.е. Двамата имат един син Митридат III.
Лаодика е вероятно роднина на Селевк I Никатор, основателят на Селевкидската империя.